# Мост Миллениум (Гейтсхед)
Мост Милле́ниум (также Мост Тысячеле́тия; англ. Gateshead Millennium Bridge) — мост через реку Тайн, соединяющий города Гейтсхед и Ньюкасл-апон-Тайн (Северная Англия); первый в мире наклоняемый мост.

## История
Проект моста был разработан архитектурным бюро WilkinsonEyre; их проект победил на конкурсе, который в 1996 году объявил городской совет Гейтсхеда. Задачей архитекторов было создать и построить пешеходный и велосипедный мост, который не мешал бы крупным судам проходить по реке Тайн. 
Построенный мост стал первым в мире «наклоняемым» мостом.
Строительство моста Тысячелетия являлось масштабным инженерным проектом с бюджетом 40 млн долларов; проект реализовывали более двух лет. Стальную конструкцию моста отлили на заводе в Болтоне, а затем по частям переправили для её сборки в Уоллсенд, в устье Тайна. Собранную конструкцию переправили на 10 км вверх по реке с помощью «Азиатского Геркулеса II» — крупнейшего в Европе плавучего подъёмного крана. В силу малой ширины Тайна конструкцию размером 126 м и весом 850 т приходилось время от времени поворачивать.
В сентябре 2001 года мост был введён в эксплуатацию. На церемонии открытия присутствовало 35 тысяч человек. Мост «поворачивается» около 200 раз в году; всякий раз посмотреть на его поворот собираются огромные толпы зрителей. Однако и в неподвижном состоянии мост не оставляет зрителей равнодушными. Это строение, изначально задуманное как переход через Тайн и вместе с этим так называемое «театрализованное зрелище», преобразило панорамный вид Тайнсайда.

## Описание
Основа моста — две стальные арки. Одна из них вздымается над поверхностью воды на 50 м; по другой, расположенной практически горизонтально, движутся пешеходы и велосипедисты, а под ней могут проходить суда небольшой высоты. Когда к мосту приближается высокое судно, неспособное пройти под горизонтальной частью, обе арки как единое целое поворачиваются на 40° вокруг оси, соединяющей их концы: пешеходно-велосипедная палуба моста поднимается, верхняя же арка, наоборот, опускается. Поворот длится не более 4,5 минут, в зависимости от скорости ветра. Когда он завершается, две арки оказываются в «равновесно-поднятом» положении, в котором верхние точки арок возвышаются над поверхностью воды на 25 метров. За этот манёвр мост получил прозвище «Подмигивающий глаз».

## Фотогалерея

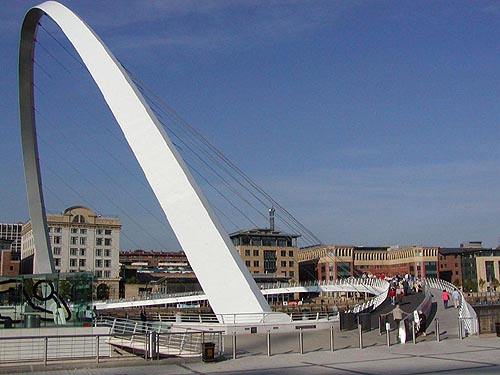
Вид со стороны города Гейтсхеда
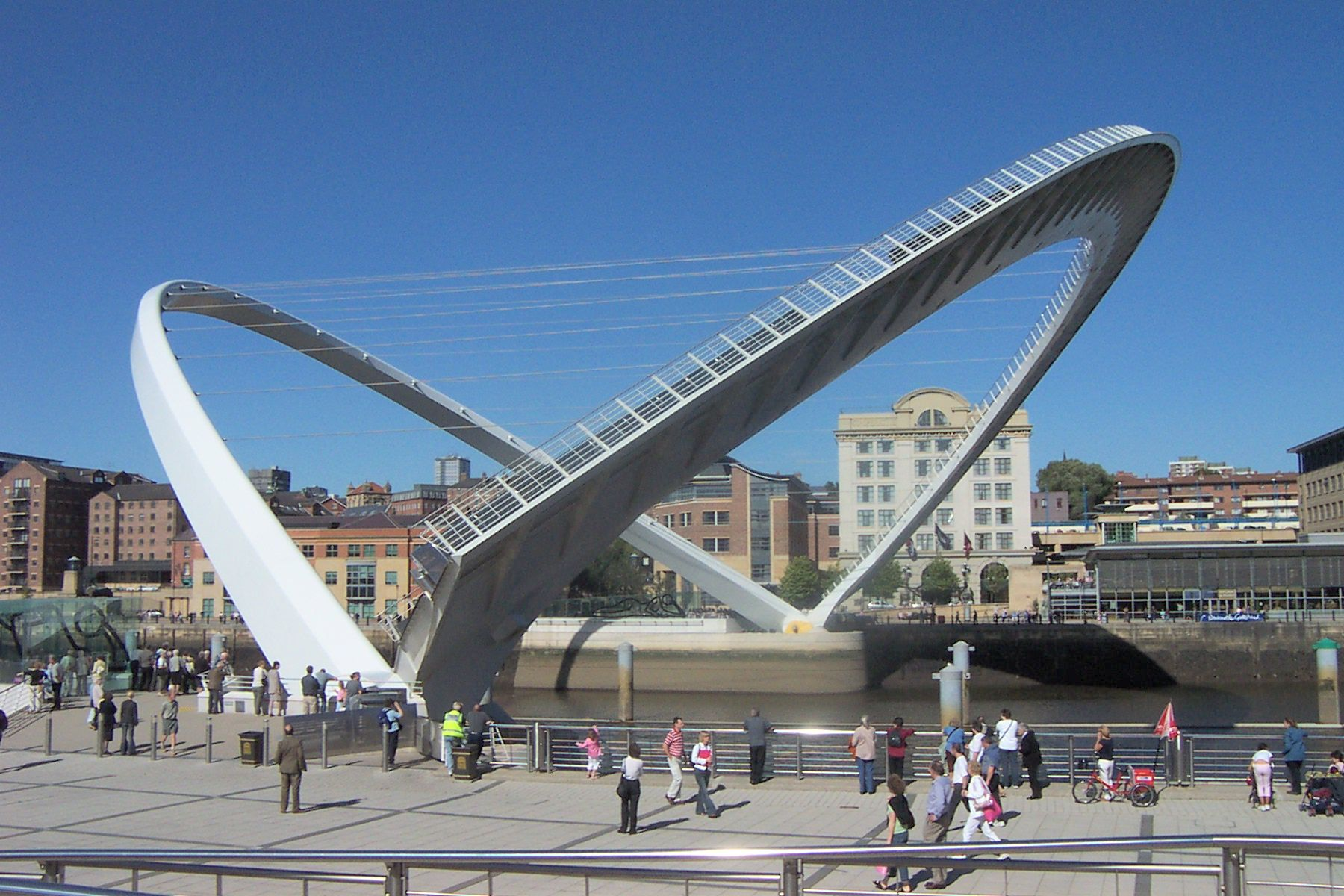
То же, но в поднятом состоянии
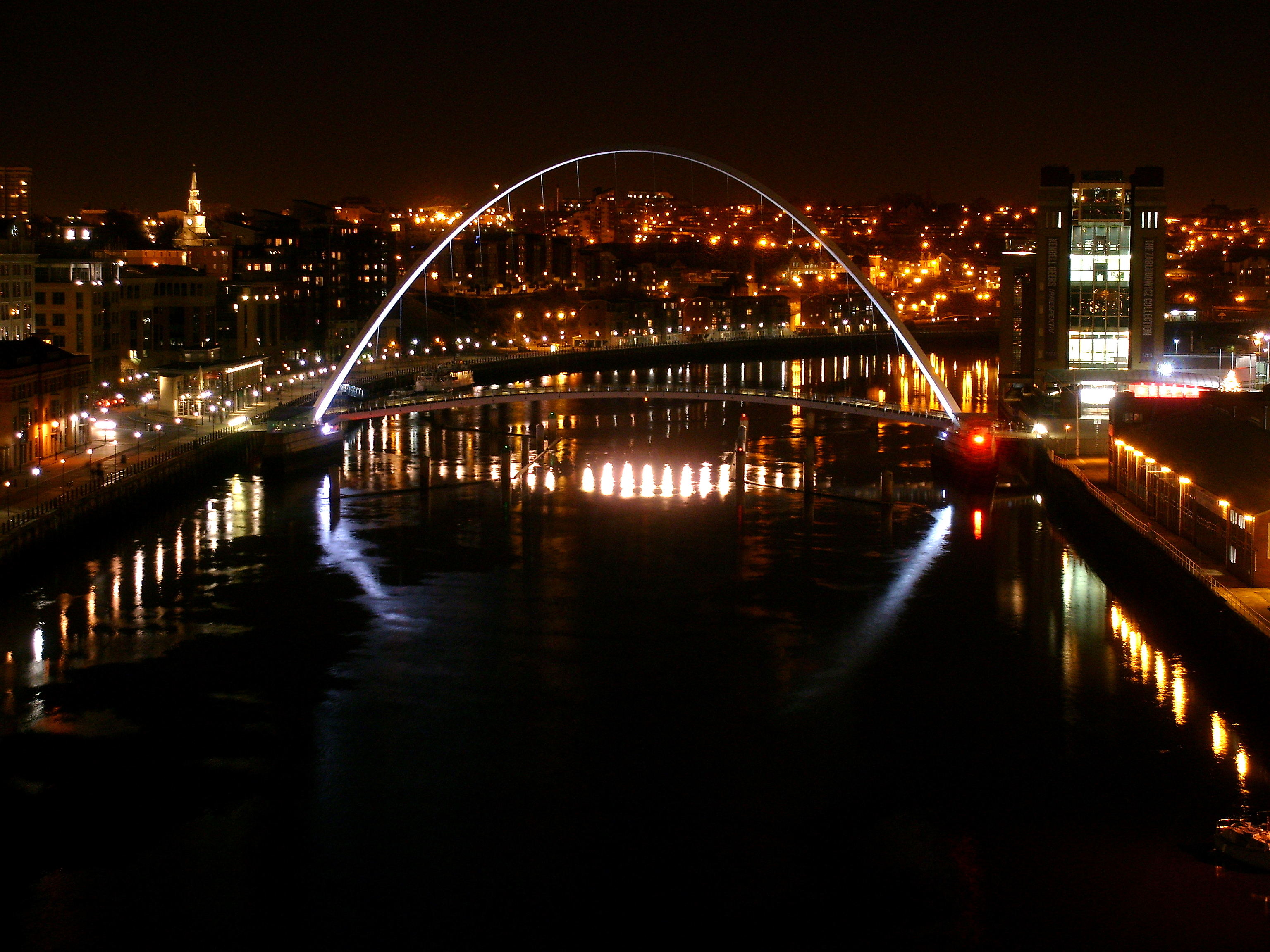
Мост ночью
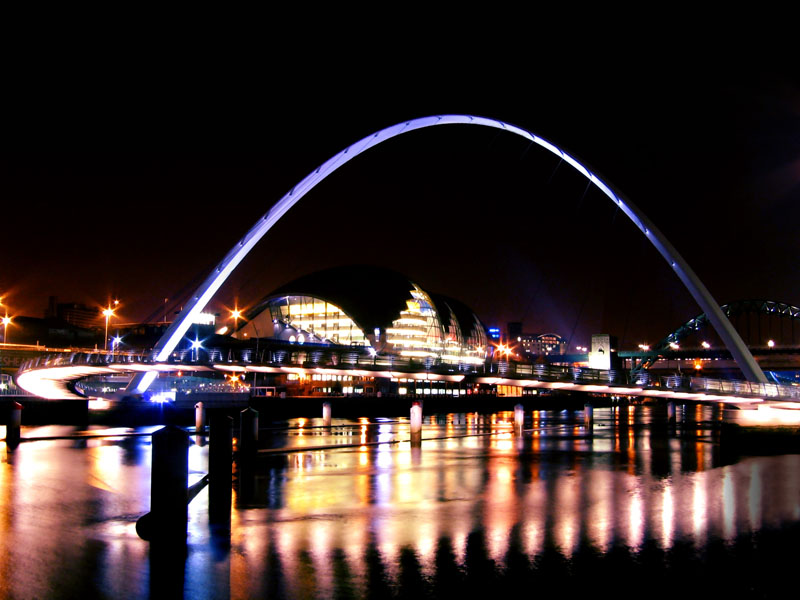
Через реку ночью
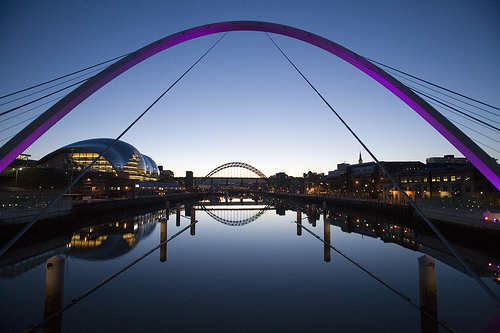
Вид с моста, глядя на запад (вверх по течению) в сумерках, с цветной подсветкой
Принцип работы моста